# Reece Thompson
Reece Daniel Thompson (Vancouver, 22 novembre 1988) è un attore e doppiatore canadese.
Dopo aver iniziato la propria carriera come doppiatore di serie televisive animate ed in ruoli televisivi minori, ottenne il suo primo ruolo di rilievo nel film del 2007 Rocket Science. Nel 2008 è apparso come Bobby Funke in The Assassination - Al centro del complotto, al fianco di Mischa Barton e Bruce Willis, ed in Afterwards. Nel 2012, inoltre, ha interpretato il ruolo di Craig in Noi siamo infinito.

## Biografia
Cresciuto con la famiglia in una cittadina vicino a Vancouver, Thompson ha espresso fin da piccolo l'interesse per la recitazione grazie a sua madre, proprietaria di una compagnia cinematografica specializzata nella distribuzione di film indipendenti. Sin da giovane l'attore, insieme agli altri membri della famiglia, ha iniziato ad ottenere ruoli come comparsa in alcune produzioni locali.
Tra gli 11 e 12 anni, il giovane Reece smise di andare a scuola e convinse sua madre a studiare a casa. Poco dopo si iscrisse ad una scuola di recitazione, attraverso la quale conobbe l'agente con cui avrebbe poi firmato un contratto e che gli avrebbe procurato le prime audizioni.

## Carriera
Thompson iniziò la propria carriera come doppiatore per cartoni animati e con piccoli ruoli in alcune serie televisive. Tra le prime sue partecipazioni, figurano doppiaggi di personaggi in Mugen no Ryvius, MegaMan NT Warrior, Inuyasha e Master Keaton. Per quanto riguarda la televisione, invece, il giovane Reece è apparso in Jeremiah, Tru Calling e nella miniserie televisiva Living With the Dead. Il suo primo ruolo televisivo di rilievo risale al 2002, quando interpretò il personaggio di James Barns nella serie televisiva per ragazzi canadese I Love Mummy.
La prima apparizione cinematografica di Thompson avvenne nel 2003, nel film di Lawrence Kasdan tratto dal romanzo di Stephen King L'acchiappasogni. Nel 2004, interpretò il personaggio di Jinto in tre episodi della serie televisiva di fantascienza Stargate Atlantis. Nello stesso anno ebbe un ruolo minore nel lungometraggio per bambini Un genio in pannolino 2, mentre l'anno successivo ottenne un altro piccolo ruolo in Il ritorno dei ragazzi vincenti. Sempre nel 2005, tornò a dare la propria voce in una serie animata, Trollz, per il personaggio di Simon Star. Nello stesso anno ottenne un ruolo ricorrente nella serie canadese per ragazzi Zixx, quello di Dwayne, che sarebbe poi diventato uno dei personaggi principali. Nel 2008 riprese il ruolo per la terza stagione della serie. Nel 2006, l'attore fece un'apparizione come ospite in un episodio della popolare serie televisiva Smallville, mentre nello stesso anno ottenne un ruolo ricorrente nella breve serie di ABC Family Three Moons Over Milford.
Il primo ruolo cinematografico importante di Reece Thompson fu quello di Hal Hefner, protagonista del lungometraggio del 2007 Rocket Science, un film di formazione che racconta la storia di un ragazzo balbuziente che si unisce al gruppo di dibattito della sua scuola. Diretto da Jeffrey Blitz, il film ha avuto un discreto successo di pubblico e critica ed è stato candidato al Premio Gran Giuria del Sundance Film Festival.
Il successivo film di Thompson, The Assassination - Al centro del complotto, che lo vede al fianco di Mischa Barton e Bruce Willis, fu pubblicato direttamente in DVD il 6 ottobre 2009. Poco dopo l'attore ha recitato in Afterwards, una co-produzione tra Francia e Canada con la partecipazione di Romain Duris, Evangeline Lilly e John Malkovich.
Nel 2010 l'attore ha interpretato un tossico di una piccola città in Daydream Nation, al fianco di Kat Dennings. Nello stesso anno ottenne il ruolo del sensitivo Marshall in Ceremony, insieme ad Uma Thurman e Michael Angarano. Partecipò, altresì, al lungometraggio di maggio del 2011 Bloodworth, al fianco di Hilary Duff.
Nel 2012 Thompson è apparso nella pellicola Noi siamo infinito, basato sul romanzo di Stephen Chbosky Ragazzo da parete, insieme a Logan Lerman ed Emma Watson.

## Vita privata
Attualmente Reece Thompson vive tra Vancouver e Los Angeles, negli Stati Uniti. L'attore è cofondatore della compagnia comica online "Jitterbug Productions".

## Filmografia

### Cinema
- L'acchiappasogni (Dreamcatcher), regia di Lawrence Kasdan (2003)
- Un genio in pannolino 2 (Superbabies: Baby Geniuses 2), regia di Bob Clark (2004)
- Rocket Science, regia di Jeffrey Blitz (2007)
- The Assassination - Al centro del complotto (Assassination of a High School President), regia di Brett Simon (2008)
- Afterwards, regia di Gilles Bourdos (2008)
- Class Savage, regia di Matt Zien - cortometraggio (2008)
- Prince Charming, regia di Matt Zien - cortometraggio (2009)
- Provinces of Night, regia di Shane Dax Taylor (2010)
- Daydream Nation, regia di Michael Goldbach (2010)
- Ceremony, regia di Max Winkler (2010)
- Super Zeroes, regia di Potsy Ponciroli (2012)
- Noi siamo infinito (The Perks of Being a Wallflower), regia di Stephen Chbosky (2012)
- Leap 4 Your Life, regia di Gary Hawes (2013)
- April Apocalypse, regia di Jarret Tarnol (2013)
- Nowhere But Here, regia di Chris Scheuerman - cortometraggio (2013)
- Bad City, regia di Carl Bessai (2014)
- Final Girl, regia di Tyler Shields (2015)
- The Fox Hunter, regia di Patrick Shanahan (2020)
- Four Walls, regia di Darcy Touhey (2021)

### Televisione
- Jeremiah – serie TV, episodi 1x09 (2002)
- Living with the Dead, regia di Stephen Gyllenhaal – film TV (2002)
- I Love Mummy – serie TV (2002)
- Tru Calling – serie TV, episodi 1x02 (2003)
- Thanksgiving Family Reunion, regia di Neal Israel – film TV (2003)
- Stargate Atlantis (Stargate: Atlantis) – serie TV, episodi 1x01-1x02 (2004)
- Il ritorno dei ragazzi vincenti (The Sandlot 2), regia di David Mickey Evans – film TV (2005)
- 4400 (The 4400) – serie TV, episodi 2x04 (2005)
- Zixx: Level Two – serie TV, 13 episodi (2005)
- Three Moons Over Milford – serie TV, 4 episodi (2006)
- Smallville – serie TV, episodi 6x05 (2006)
- Just a Phase, regia di Rodman Flender – film TV (2006)
- Zixx: Level Three – serie TV, 13 episodi (2009)
- Almost Human – serie TV, episodi 1x11 (2014)
- Motive – serie TV, episodi 2x11 (2014)
- The Bletchley Circle: San Francisco – serie TV, episodi 1x01 (2018)
- Trial & Error – serie TV, episodi 2x06 (2018)
- 50 States of Fright – serie TV, episodi 2x04-2x05 (2020)

## Doppiatori italiani
Nelle versioni in italiano delle opere in cui ha recitato, Reece Thompson è stato doppiato da:
- Alessio Puccio in L'acchiappasogni, Ceremony
- Irene Scalzo in National Lampoon's Holiday Party
- Claudia Padula ne Il ritorno dei ragazzi vincenti
- Simone Veltroni in Smallville
- Federico Di Pofi in The Assassination - Al centro del complotto
- Andrea Mete in Noi siamo infinito
- Giorgio Borghetti in Motive